# Brande Roderick
Brande Nicole Roderick (Novato, 13 juni 1974) is een Amerikaanse actrice en model.
Brande Roderick kreeg bekendheid door haar rol van Leigh Dyer in Baywatch in 2000. In april 2000 poseerde ze voor Playboy. Ze werd in 2001 ook Playmate van het jaar. Ze speelde nog kleinere rollen in onder meer Starsky & Hutch en The Nanny Diaries. In 2007 huwde ze met American footballer Glenn Cadrez. In 2010 beviel ze van haar eerste kind.
- Library of Congress Control Number: no2010171024
- Virtual International Authority File: 135297161
- WorldCat: E39PBJtH4FrWDpxWFfHrDkwV4q